# Nana Mouskouri
Nana Mouskouri (grško Νάνα Μουσχούρη), rojena kot Johanna Mouskouri, grška pevka in političarka, * 13. oktober 1934, Hania, Kreta, Grčija.
Njena značilnost so črni dolgi lasje ter pravokotna očala s črnimi okvirji. 
Leta 1960 se je poročila s skladateljem in kitaristom svojega spremljevalnega orkestra, Georgiosom Petsilasom. V zakonu sta se jima rodila sin Nicolas in hči Elena. Sedaj je poročena z Andréjem Chapellom.

## Glasba
Glede na število prodanih nosilcev zvoka je Nana Mouskouri druga najuspešnejša pevka na svetu, za Madonno. V desetletja dolgi glasbeni karieri je prejela več kot 300 zlatih, platinastih in diamantnih plošč.
S petnajstimi leti se je začela izobraževati na atenski akademiji Conservatorium Héllenique, kjer je študirala petje in klavir. Od leta 1958 je odpela več kot 1.550 pesmi, zlasti v grščini, francoščini, nemščini, angleščini, španščini in italijanščini, pa tudi v nizozemščini, portugalščini, japonščini, valonščini, ruščini in hebrejščini. 
Leta 1963 je s pesmijo A Force De Prier zastopala Luksemburg na Pesmi Evrovizije, a je dosegla le osmo mesto.

## Politika
Nana Mouskouri se je priključula opoziciji, ki je nasprotovala diktaturi Obristov v Grčiji. Po koncu vojaške diktature se je po več kot 20 letih eksila vrnila v Grčijo ter se 23. in 24. julija 1984 udeležila velikega koncerta v Atenah.
Med letoma 1994 in 1999 je bila evropska poslanka grške krščanskodemokratske stranke. Kandidaturo za drugi mandat je zavrnila.